# Institut für Schutz und Sicherheit des Bürgers
Das Institut für Schutz und Sicherheit des Bürgers (Institute for the Protection and the Security of the Citizen, IPSC) ist eines der sieben Institute der Gemeinsamen Forschungsstelle, einer Generaldirektion der Europäischen Kommission. Es hat seinen Sitz im italienischen Ispra.
Das Institut unterstützt die Entscheidungsträger der Europäischen Union in einem sehr breiten Themenfeld, das die weltweite Sicherheit, das weltweite Krisenmanagement, die Meeres- und Fischereipolitik, die Beobachtung der landwirtschaftlichen Versorgung, den Schutz sicherheitskritischer Infrastrukturen und die nukleare Sicherheit umfasst. In diesen Bereichen unternimmt das Institut auch statistische Untersuchungen. Es stützt sich auf ingenieurwissenschaftliche und informationstechnologische Kompetenzen, dazu gehören auch die Auswertung von Satellitenbildern, Strukturmechanik, Gefährdungsbeurteilung und nukleare Sicherheit.
Das Institut hat ca. 500 Mitarbeiter (Stand: 2008) und wird von Stephan Lechner geleitet.
Es verfügt über mehrere Untersuchungslaboratorien:
- Europäisches Labor für Baustrukturbewertung
- Europäisches Mikrowellenlabor
- Lineares Synthetisches Hochauflösungsradar
- Optische Systeme zur Objekt- und Oberflächencharakterisierung
- Prüflabor für zerstörungsfreie Werkstoffprüfung in der Nukleartechnik
- Pulsneutronenprüflabor
- Versiegelungs- und Identifizierungslabor für Nuklearmaterialien
- Behälterprüflabor
- Prüflabor für Minenräumung
- Thermisches, elektromagnetisches und physikalisches Ausrüstungs-Belastungslabor für die Tieridentifikation

## Weblink
- Internetseite des Instituts

Koordinaten: 45° 48′ 37″ N, 8° 37′ 41″ O